# Roland Benz (Biophysiker)
Roland Benz (* 22. Juli 1943 in Singen (Hohentwiel)) ist ein deutscher Biophysiker und Elektrophysiologe.

## Leben
Roland Benz studierte von 1963 bis 1968 Mathematik, Physik und Chemie an der Julius-Maximilians-Universität Würzburg. Zwischen seinem Ersten und Zweiten Staatsexamen absolvierte er seine Referendarausbildung in Freiburg im Breisgau. 1972 wurde er an der Universität Konstanz bei Peter Läuger mit der biologischen Arbeit Valinomycin-mediated ion transport through neutral lipid membranes: influence of hydrocarbon chain length and temperature zum Dr. rer. nat. promoviert. Er war anschließend bis 1980 Wissenschaftlicher Angestellter beim SFB 138 „Biologische Grenzflächen“ der Konstanzer Universität. 1977 habilitierte er sich im Fach Biophysik an der Universität Konstanz.
Von 1981 bis 1986 war er Heisenberg-Stipendiat der Deutschen Forschungsgemeinschaft (DFG). Nach Gastprofessuren am Department of Physiology and Biophysics an der zur State University of New York (SUNY) gehörenden Stony Brook University auf Long Island (1980–1982) und am Department of Microbiology der University of British Columbia in Vancouver, Kanada (1984) erhielt er 1986 einen Ruf auf den Lehrstuhl für Biotechnologie am Theodor-Boveri-Institut für Biowissenschaften (Biozentrum) an der Universität Würzburg.
Seit 1. April 2009 hat er die „Wisdom Professur“ für Biotechnologie an der Jacobs University Bremen inne. Von 2009 bis 2013 war er Seniorprofessor am Rudolf-Virchow-Zentrum, dem Forschungszentrum  für Experimentelle Biomedizin der Deutschen Forschungsgemeinschaft (DFG) an der Universität Würzburg.

## Wirken
Forschungsschwerpunkte von Benz sind neben Aufbau, Periplaststruktur und Organisation von Biomembranen, Zellmembranen in biophysikalischen Prozessen die molekularen Grundlagen von Membranproteinen in Mikroorganismen und höheren Organismen, mit einem besonderen Interesse in Pore-bildende Peptide und Proteine. Er hat über 400 wissenschaftliche Arbeiten hierzu veröffentlicht (h-Index 62).
Zusammen mit der DFG war er Leiter verschiedener Arbeitsgruppen und Sprecher der Sonderforschungsbereiche:
- Molekulare Grundlagen der Signalübertragung und des Stofftransportes in Membranen (SFB 176; 1987–1999)
- Pflanzliche Leistung unter Streß (SFB 251; 1989–1992)
- Magnetische Kernresonanz in vivo und in vitro für die Untersuchung von biomedizinischen Grundlagen (DFG-Graduiertenkolleg; 1992–1999)
- Regulatorische Membranproteine: Vom Erkennungsmechanismus zur pharmakologischen Zielstruktur (SFB 487; seit 2000)

Er ist seit 2003 Mitglied im europäischen Graduiertenkolleg Gene regulation in and by microbial pathogens und seit 2005 Mitglied im deutsch-französischen Graduiertenkolleg Interference of pathogens with the host signalling machinery.
Das von der Firma Intech PEV (Rimpar) und der Arbeitsgruppe von Prof. Dr. Roland Benz vom Lehrstuhl für Biotechnologie der Universität Würzburg gegründete Unternehmen Intech BTS erhielt 1999 den Bayerischen Umweltpreis für die Regelung von Kläranlagen, die nach dem Belebtschlammverfahren arbeiten.
Er war langjähriger Sokrates-Beauftragter der Fakultät für Biologie der Universität Würzburg. Unter seiner Federführung liefen am Institut für Biotechnologie die Forschungsblöcke Transport bakterieller Toxine in Zielzellen und Prinzipien der Abwasserreinigung für Schülerpraktika nutzbar zu machen.
Roland Benz ist Mitglied im Universitätsbund Würzburg. Seit 1963 ist er Mitglied der katholischen Studentenverbindung K.D.St.V. Franco-Raetia zu Würzburg, seit 2005 deren Ehrenphilistersenior, sowie der K.D.St.V. Wildenstein Freiburg im Breisgau im CV.

## Ehrungen und Auszeichnungen
- Gay-Lussac-Humboldt-Preis für deutsch-französische Wissenschaftskooperation, verliehen vom französischen Forschungsministerium (Ministère délégué à l’Enseignement supérieur et à la Recherche) (2002)
- Ehrendoktorwürde der Universität Barcelona, Spanien (2007)[4]
- Ehrendoktorwürde der Medizin der Universität Umeå, Schweden (2011)[5][6]

## Schriften
- Roland Benz: Künstliche Lipidmembranen. Modelle für biologische Membranen, Universitätsverlag Konstanz 1980, ISBN 3-87940-142-X
- Roland Benz: Bacterial and Eukaryotic Porins. Structure, Function, Mechanism, Wiley-VCH 2004, ISBN 3-527-30775-3